# Galinhola
As galinholas são um grupo de sete espécies muito semelhantes de aves pernaltas pertencentes ao gênero Scolopax. O nome do gênero é o latim para narceja, e até cerca de 1800 foi usado para se referir a uma variedade de limícolas. Possuem vasta distribuição pelo globo.

## Taxonomia

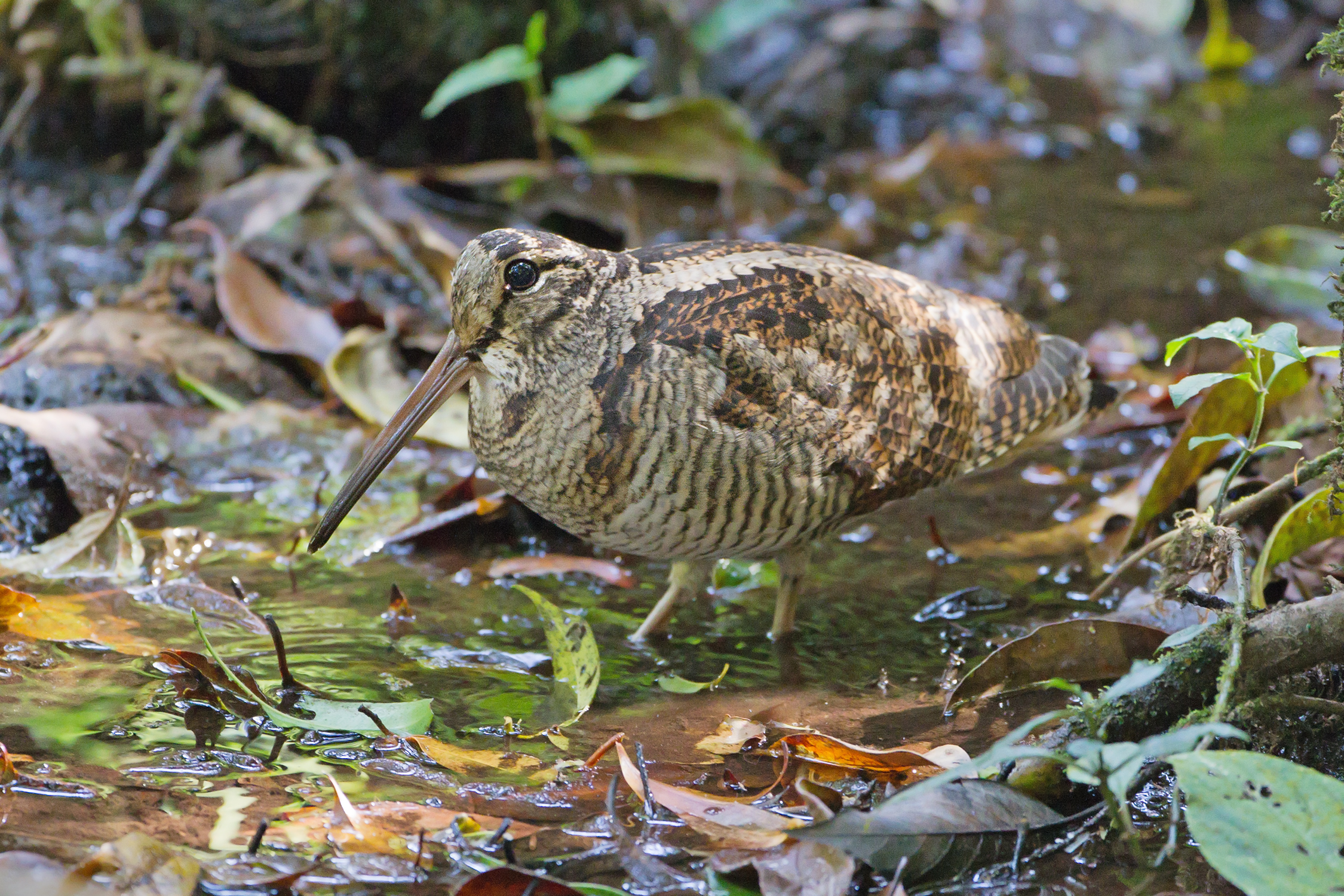
A espécie-tipo, galinhola-eurasiática (S. rusticola), forrageando.

O gênero Scolopax foi introduzido em 1758 pelo naturalista sueco Carl Linnaeus na décima edição de seu Systema Naturae. O nome do gênero é o latim para narceja. A espécie-tipo é a galinhola-eurasiática (Scolopax rusticola).
Apenas duas galinholas são comuns globalmente, sendo as outras endêmicas de ilhas com distribuições localizadas. A maioria é encontrada no Hemisfério Norte, mas algumas vão para as Grandes Ilhas da Sonda, Wallaceia e Nova Guiné. Seus parentes mais próximos são as narcejas típicas do gênero Gallinago. Tal como acontece com muitos outros gêneros de escolopacídeos, as linhagens que levaram a Gallinago e Scolopax provavelmente divergiram em torno do Eoceno, cerca de 55,8-33,9 milhões de anos atrás, embora o gênero Scolopax seja conhecido apenas do final do Plioceno em diante.
As espécies de galinhola são conhecidas por sofrer especiação rápida em cadeias de ilhas, com os exemplos existentes sendo a galinhola-das-léquias (Scolopax mira) nas Ilhas Ryukyu e as várias espécies de galinholas nas ilhas da Indonésia, Filipinas e Nova Guiné. Evidência subfóssil indica a presença de outra radiação de espécies de galinhola nas Grandes Antilhas; essas galinholas caribenhas podem ter sido mais próximas das espécies de galinholas do Velho Mundo do que as do Novo Mundo, e provavelmente foram exterminadas pela incursão humana na região.

### Espécies
Existem oito espécies de galinholas reconhecidas:
- Galinhola-eurasiática, Scolopax rusticola
- Galinhola-das-léquias, Scolopax mira
- Galinhola-escura, Scolopax saturata
- Galinhola-da-nova-guiné, Scolopax rosenbergii
- Galinhola-filipina, Scolopax bukidnonensis
- Galinhola-da-celebes, Scolopax celebensis
- Galinhola-das-molucas, Scolopax rochussenii
- Galinhola-americana, Scolopax minor